# Borne (rivière de Haute-Savoie)
Pour les articles homonymes, voir Borne.
Le Borne est une rivière française affluent de l'Arve en rive gauche, et qui coule dans le département de la Haute-Savoie en région Auvergne-Rhône-Alpes.

## Géographie
De 33,6 km de longueur, la rivière du Borne prend sa source sur le versant sud du mont Fleury.
Elle traverse les communes du Grand-Bornand, avant de passer par Saint-Jean-de-Sixt, au pont des Eculés, puis creuse une cluse dans le massif des Bornes, créant des boutonnières à Entremont et au Petit-Bornand-les-Glières. Elle descend ensuite sur Saint-Pierre-en-Faucigny à travers un canyon, avant de rejoindre l'Arve sur le territoire de la commune de Bonneville.

### Communes et cantons traversés
Dans le seul département de la Haute-Savoie (74), le Borne traverse les sept communes suivantes, de l'amont vers l'aval, du Grand-Bornand (source), Saint-Jean-de-Sixt, Entremont, Le Petit-Bornand-les-Glières, Saint-Laurent, Saint-Pierre-en-Faucigny, Bonneville (confluence).

## Affluents
Le Borne a douze affluents référencés :
- le ruisseau de la Duche, 4,7 km sur la seule commune du Grand-Bornand, avec  un affluent :
  - le ruisseau du Tavaillon, 4,7 km sur la seule commune du Grand-Bornand.
- le torrent de Chinaillon, 9,1 km sur la seule commune du Grand-Bornand.
- l'Overan, 4,8 km sur la seule commune d'Entremont, avec sept ruisseaux et de rang de strahler deux :
  - le ruisseau de la Vélire,
  - le ruisseau de la Fourclaz,
  - le ruisseau de la Cortaz,
  - le ruisseau de la Courbe,
  - le ruisseau de la Frasse,
  - le ruisseau de Lortier,
  - le ruisseau de l'Essert-Chenal
- le ruisseau du Grant Nant, 1,6 km sur la seule commune d'Entremont.
- le ruisseau des Combes, 2,5 km sur les deux communes d'Entremont et Le Petit-Bornand-les-Glières.
- le ruisseau Nant de la Ville, 4,1 km sur la seule commune Le Petit-Bornand-les-Glières avec un affluent :
  - le ruisseau du Bois de Mayse, 1,3 km sur la seule commune Le Petit-Bornand-les-Glières
- le ruisseau Nant du Talavé ou ruisseau de la Deuve, 4,7 km sur la seule commune Le Petit-Bornand-les-Glières avec un affluent :
  - le ruisseau du Gérat, 4 km sur la seule commune Le Petit-Bornand-les-Glières.
- le torrent Jalandre, 3,9 km sur la seule commune Le Petit-Bornand-les-Glières.
- le ruisseau de la Dresse, 2,3 km sur la seule commune Le Petit-Bornand-les-Glières.
- le ruisseau de Beffay, 3,2 km sur la seule commune Le Petit-Bornand-les-Glières.
- le ruisseau du Taleu, 2,8 km sur la seule commune Le Petit-Bornand-les-Glières.
- le Delairaz, 1 km sur la seule commune Saint-Pierre-en-Faucigny.

Donc son rang de Strahler est de trois.

## Hydrologie
Le Borne a été surveillé à la station V0205420 Le Borne à Saint-Jean-de-Sixt

## Tourisme - Sports
La rivière est connue des amateurs de pêche à la mouche de la truite fario et des pratiquants de canoë-kayak.
Le 14 juillet 1987, une terrible crue du Borne, consécutive à un orage, a fait 21 morts et 2 disparus au Grand-Bornand, rasant le camping de la commune.

## Barrage et lac
Un barrage EDF situé à Beffay sur la commune du Petit-Bornand fournit de l'énergie électrique par le biais de l'usine du Péterat à Saint-Pierre-en-Faucigny.

Au fil de l'eau.
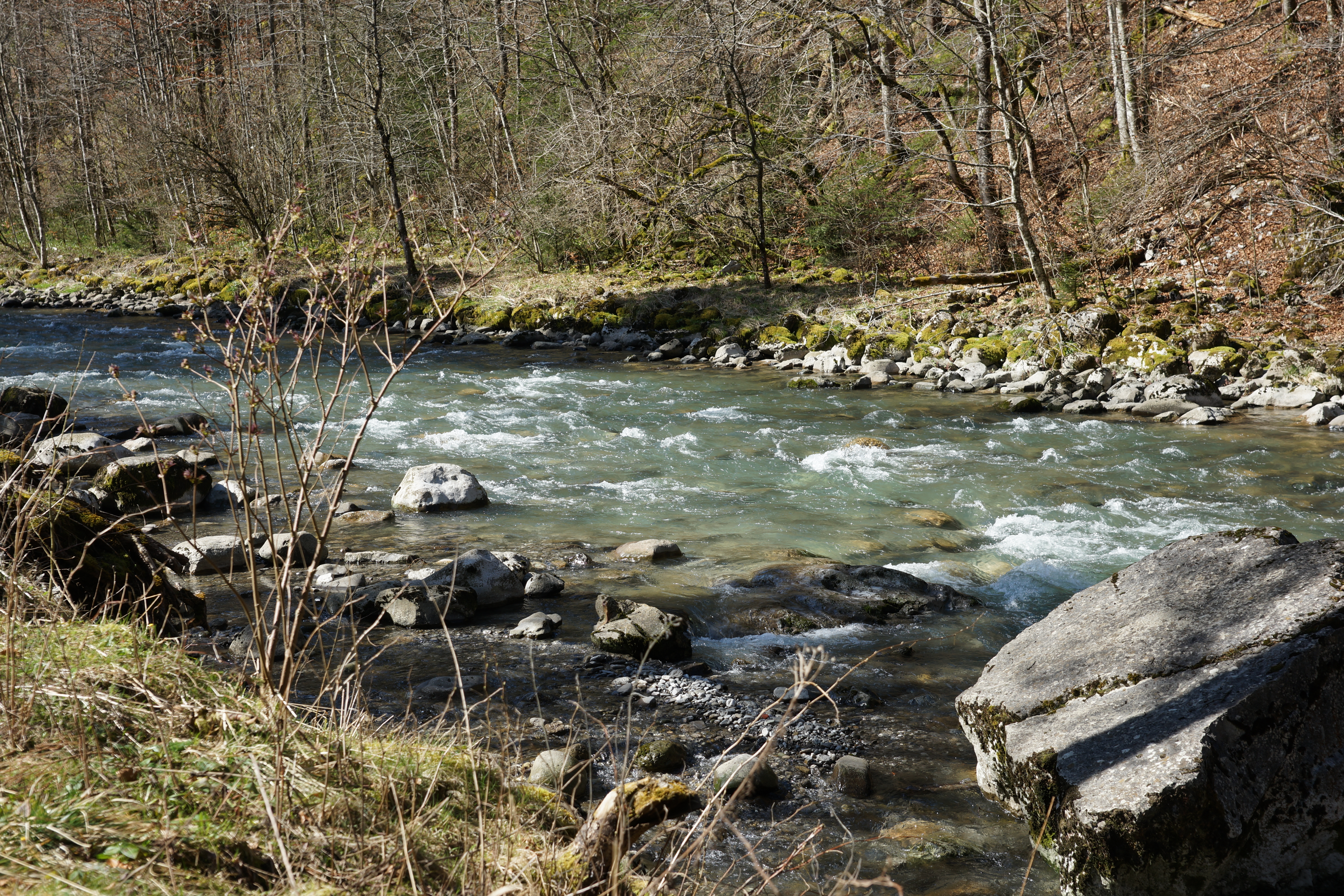
Le Borne à Entremont.
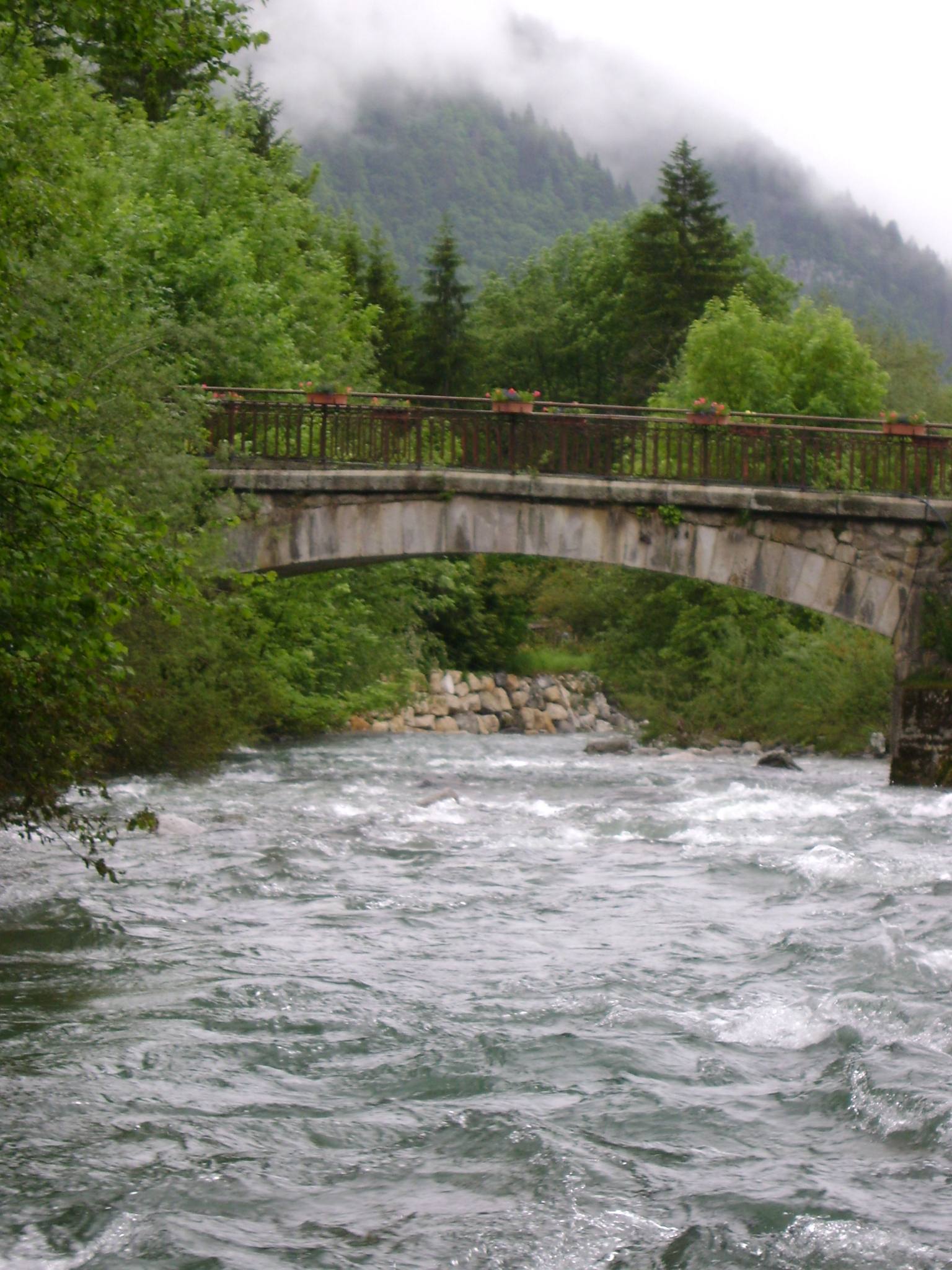
Le Borne et le pont de La Rivière.
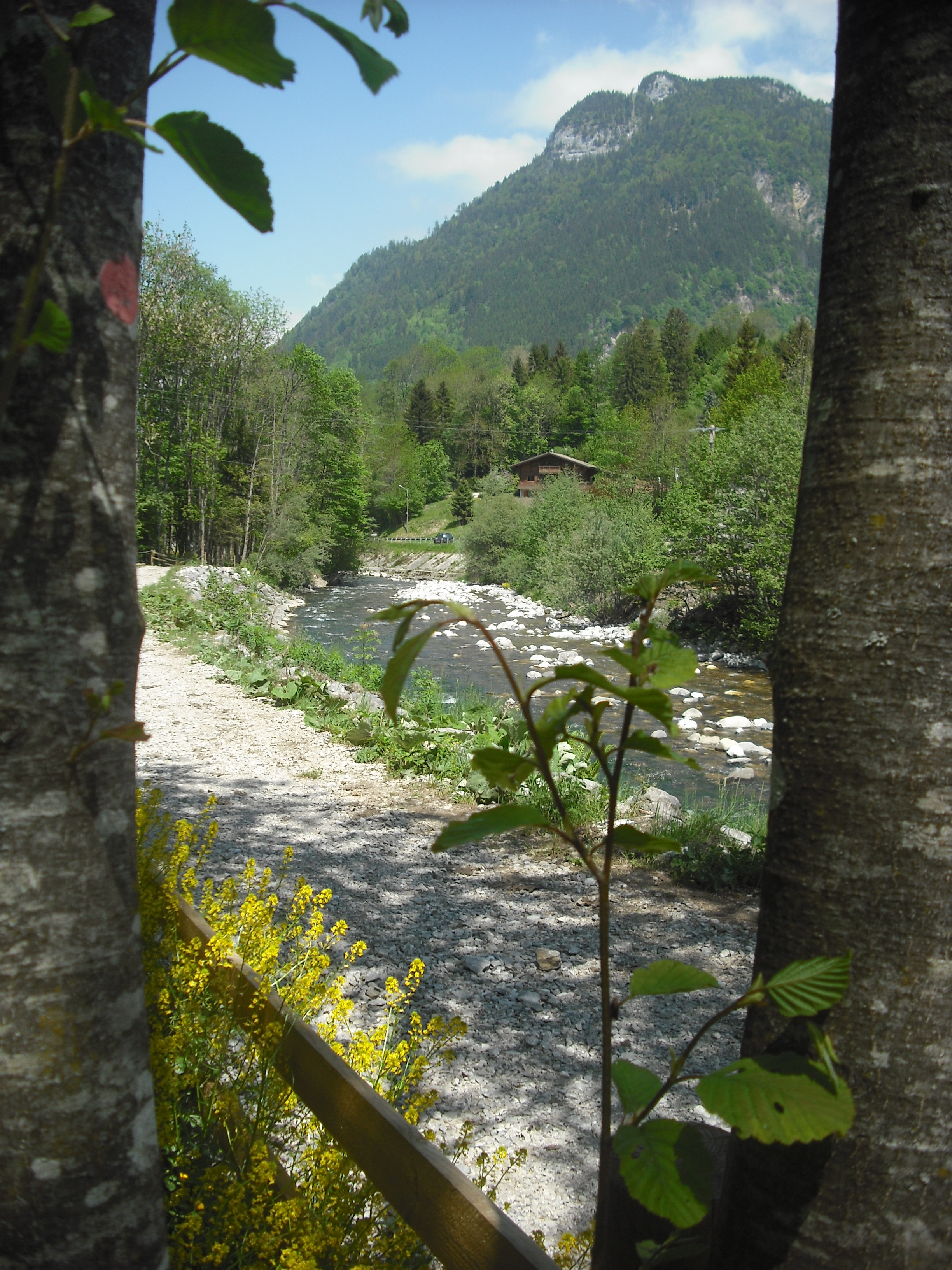
Le Borne.
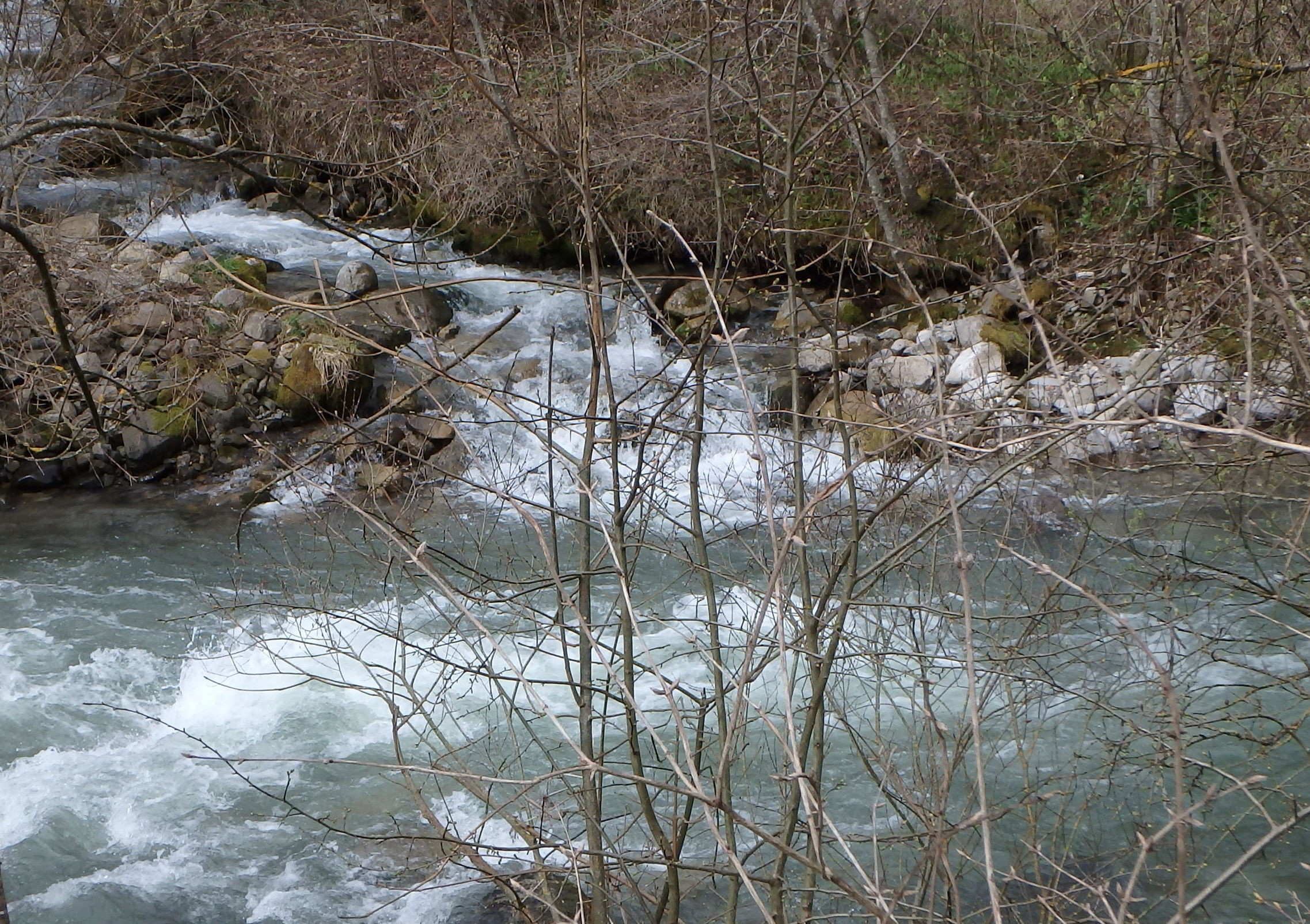
Confluence entre Le Borne et l'Overan.